# Heinz Münchow (Polizist)
Heinz Münchow (* 16. April 1920) ist ein ehemaliger Generalmajor der Volkspolizei. Er war langjähriger Chef der Bezirksbehörden der Deutschen Volkspolizei (BDVP) im Bezirk Neubrandenburg und im Bezirk Potsdam und von 1970 bis 1972 Leiter der Schutzpolizei im Ministerium des Innern der DDR.

## Leben
Münchow erlernte nach dem Besuch der Volksschule den Beruf eines Töpfers.
1945 wurde er Polizist in der Sowjetischen Besatzungszone und trat 1946 der SED bei. Er wurde Offizier der Deutschen Volkspolizei (DVP) und war nach Bildung der Bezirke in der DDR von 1952 bis 1955 erster Chef der Bezirksbehörde der Deutschen Volkspolizei in Neubrandenburg im Rang eines VP-Inspekteurs. Bei der Gründung der Bezirksorganisation Neubrandenburg der Sportvereinigung Dynamo am 8. Mai 1953 wurde er zum 1. Vorsitzenden des Bezirksvorstandes gewählt. Diese Funktion hatte er bis zu seiner Versetzung nach Potsdam 1955 inne. Von 1955 bis 1970 war er Chef der BDVP Potsdam, seit 1957 im Rang eines Obersts der VP. Gleichzeitig war er von 1960 bis 1970 Mitglied der SED-Bezirksleitung und von 1963 bis 1971 Abgeordneter des Bezirkstages Potsdam. Münchow gehörte im August 1961 neben dem damaligen 1. Sekretär der SED-Bezirksleitung Kurt Seibt und dem Leiter der MfS-Bezirksverwaltung Oberstleutnant Rudi Mittig zur Bezirkseinsatzleitung Potsdam, die für die Umsetzung des reibungslosen Ablaufs der Grenzschließung verantwortlich war. Trotz der Grenzsicherung stieg die Anzahl der Grenzdurchbrüche. Deshalb forderte Münchow am 20. August 1961 eine eindeutige Regelung über die Anwendung der Schusswaffe durch die Grenzpolizei.
Am 30. Juni 1969 wurde er vom Vorsitzenden des Nationalen Verteidigungsrates der DDR, Walter Ulbricht, zum Generalmajor ernannt und war von 1970 bis 1972 Leiter der Hauptabteilung Schutzpolizei im Ministerium des Innern der DDR (Nachfolger von Oberst der VP Willi Knöpke). Nach seiner Berentung lebte er in Eichwalde.

## Auszeichnungen
- 1956 Vaterländischer Verdienstorden in Bronze und 1985 in Gold